# Eutettix stramineus
Eutettix stramineus är en insektsart som beskrevs av Walker 1851. Eutettix stramineus ingår i släktet Eutettix och familjen dvärgstritar. Inga underarter finns listade i Catalogue of Life.